# David Sánchez Juliao
David Sánchez Juliao (Santa Cruz de Lorica le 24 novembre 1945 - mort à Bogota le 9 février 2011) est un auteur, journaliste, conteur et diplomate colombien. Il a été ambassadeur de Colombie en Inde sous le gouvernement de César Gaviria Trujillo et en Égypte sous le gouvernement d'Ernesto Samper. Le 9 février 2011 il est décédé (à 65 ans) à Bogota, victime d'une affection cardiaque.

## Sources et références
- (es) Cet article est partiellement ou en totalité issu de l’article de Wikipédia en espagnol intitulé « David Sánchez Juliao » (voir la liste des auteurs).